# Nudaria punctata
Nudaria punctata är en fjärilsart som beskrevs av Semper 1899. Nudaria punctata ingår i släktet Nudaria och familjen björnspinnare. Inga underarter finns listade i Catalogue of Life.